# La Monaque
 (février 2014).
La Monaque est un quartier de Salon-de-Provence dans le département des Bouches-du-Rhône.

## Histoire
La cité est construite dans les années 1960. Elle héberge pendant plusieurs années les militaires de la ville. Dans les années 1990, la cité souffre d'une mauvaise image à l'égard des autres habitants de la ville, voire du département.
Sa délimitation en tant que quartier prioritaire de la politique de la ville compte 1 510 habitants pour une superficie de 9 hectares.